# Deroplia besnardi
Deroplia besnardi är en skalbaggsart som först beskrevs av Stefan von Breuning 1971.  Deroplia besnardi ingår i släktet Deroplia och familjen långhorningar. Inga underarter finns listade i Catalogue of Life.